# Đinh Văn Thân
Gilbert Đinh Văn Thân (sinh 1944) là một doanh nhân nổi bật và cựu chính khách người Vanuatu gốc Việt. Ron Crocombe, một chuyên gia về các đảo Nam Thái Bình Dương, từng miêu tả rằng ông "có lẽ là doanh nhân giàu có nhất và là nhà tuyển dụng tư nhân lớn nhất Vanuatu và nhiều người cho rằng là công dân có ảnh hưởng chính trị cũng như gây tranh cãi nhất".

## Thân thế
Ông sinh tại Vanuatu năm 1944, cha mẹ ông đều là người Việt. Cha ông là một chân đăng đến Tân Đảo từ thời Pháp thuộc. Ông là một người nhập tịch Vanuatu. Ông có một người em trai là Dominique Dinh, cũng là một chính khách Vanuatu, người sáng lập phong trào Chief's Movement of Vanuatu. Em gái của ông là Thi Tam Goiset, từng là đại sứ lưu động của Vanuatu tại Nga và Đông Âu từ 2011 đến 2013.
Ông hiện cũng là chủ tịch Hội ái hữu Việt Nam tại Vanuatu.

## Hoạt động

### Chính trị
Gia đình họ Đinh được miêu tả là có hoạt động lâu năm trong Vanua'aku Pati (Đảng Đất mình). Năm 1991, khi đảng này sắp bị chia rẽ, Đinh Văn Thân đã ủng hộ người sáng lập và cũng là lãnh tụ của đảng vào lúc đó là Walter Lini, thủ tướng đầu tiên của Vanuatu. Ông đã chủ trì các cuộc họp giữa Lini và những người ủng hộ, và cho phép Lini đặt "trụ sở" tại địa chỉ của một công ty của mình. Sau năm đó, khi Lini bị mất chức lãnh đạo Vanua'aku Pati và thành lập Đảng Dân tộc Thống nhất (National United Party, NUP), Đinh Văn Thân là một thành viên nổi bật. Quan hệ giữa hai người rất sâu rộng, và ông đã được nhận làm con nuôi trong gia đình của Lini cùng năm. Tài liệu vận động của Vanua'aku Pati phản ứng vụ chia rẽ này bằng cách cáo buộc rằng NUP chỉ là một phương tiện để làm lợi ông Thân, và miêu tả ông là "chủ nhân, người bỏ vốn, người chủ trì, người tổ chức, và giám đốc" của đảng mới này. Học giả Howard Van Trease cho rằng chính ông Thân đã gợi ý ông Lini tạo ra NUP, và sau đó tham gia chính phủ liên hiệp với Liên minh Các Đảng Ôn hòa. Ông Thân cũng là một những người ủng hộ tài chính lớn nhất đảng này.
Năm 1996, Đinh Văn Thân được bổ nhiệm làm chủ tịch hội đồng quản trị hãng hàng không quốc gia Air Vanuatu.
Đinh Văn Thân giành vị trí lãnh đạo NUP năm 1999, và dẫn dắt đảng này trong cuộc tổng tuyển cử tháng 5 năm 2002. Năm 2003, ông đã bị mất chức và được thay thế bởi Ham Lini, em trai của Walter Lini và người sau này trở thành thủ tướng. Ông rời bỏ NUP và thành lập Đảng Dân tộc Vanuatu (Vanuatu National Party, VNP) năm 2004. Cương lĩnh của đảng mới này là "làm sống lại" những "nguyên lý" do Walter Lini khởi xướng. Cụ thể, đảng này chú trọng vào "sự cần thiết phát triển các cơ hội việc làm ở nông thôn, cung cấp sự tin tưởng cho các doanh nghiệp và đầu tư vào các công nghiệp hàng đầu". Đảng này kêu gọi sự hợp tác giữa các giáo hội và chính phủ trong việc cung cấp các dịch vụ y tế và giáo dục; kêu gọi phát triển "[dịch vụ] viễn liên có hiệu lực toàn quốc"; và gợi ý trao các vị trí chính phủ quan trọng như chánh án và nhân viên kiểm tra cho người ngoại quốc, trong khi hứa hẹn xét lại việc trao quốc tịch cho người ngoại quốc (mặc dù chính ông Thân là người gốc Việt), và "hạn chế các doanh nghiệp Á châu không hoạt động ngoài ranh giới" của các khu vực đô thị. Trong cuộc tổng tuyển cử năm 2004, ông đã lãnh đạo VNP. Em ông là Dominique Dinh, là một trưởng bộ tộc trên đảo Tanna, cũng rời khỏi NUP cùng thời gian và thành lập đảng Chiefs' Movement of Vanuatu bốn năm sau.
Năm 2011, ông trao quyền lãnh đạo VNP cho Christophe Emelee và ngưng hoạt động chính trị. Tuy nhiên, hai năm sau ông đòi lại quyền chủ tịch vì ông lo ngại sự lãnh đạo của Emelee và sự sửa đổi biểu tượng của đảng này. Ông cho rằng ông chỉ trao quyền chủ tịch tạm thời cho Emelee; Emelee hứa sẽ kiện ông Thân vì đã "quấy rối đảng" và vì nỗ lực giành lại chức chủ tịch.
Trong thập niên 2000 ông là một thành viên của Ủy ban Quốc tịch Vanuatu, với nhiệm vụ cấp hay bác bỏ đơn xin nhập tịch của những người nhập cư. Ông cáo buộc thư ký của ủy ban là Képoué Manwo đã thông báo chủ tịch ủy ban rằng một số đơn, trong đó có đơn của một số doanh nhân Trung Quốc, đã được cấp quốc tịch trong khi đơn của họ thật sự đã bị bác bỏ.

### Kinh doanh
Đinh Văn Thân là một trong những doanh nhân giàu có nhất Vanuatu, chủ yếu kinh doanh ngành vận tải thủy và du lịch. Gia đình ông đã tạo công ăn việc làm cho hơn 500 người ở Vanuatu, một con số chỉ sau chính phủ Vanuatu.
Trong thập niên 1990, ông đã bị nhà lừa đảo quốc tế Amarendra Nath Ghosh lừa mất 700 triệu vatu, đến nay ông vẫn còn nợ ngân hàng 150 triệu vatu vì vụ này.
Ngày 16 tháng 12 năm 2000, bài báo đầu tiên của tờ Vanuatu Weekly Hebdomadaire miêu tả "sự hào phóng" của ông khi ông dự tính đầu tư 500 triệu vatu (khoảng 5 triệu USD) để tạo một khu nhà ở tại Tagabe.
Năm 2007, cục quản lý rừng của Vanuatu đã cáo buộc ông đã "đốn gỗ không giấy phép, không trả lệ phí, vi phạm điều lệ đốn gỗ, và gây nguy hiểm cho nhân viên, công chúng, và môi trường"
Tính đến tháng 1 năm 2011, ông đã "sở hữu hơn 10 doanh nghiệp". Ông từng sở hữu Doveair, một hãng hàng không nội địa đã bị "đóng cửa sau các cuộc náo động về đất đai ở Port Vila năm 1988". Năm sau đó, bạo động cũng đã khiến ông phải đóng cửa một nhà máy thịt của mình tại Port Vila.
Tháng 1 năm 2011, có tin cho biết ông dự tính thành lập một hãng hàng không nội địa với tên Vanuatu Airways. Ông dự tính nó là một hãng hàng không giá rẻ cạnh tranh với hãng hàng không quốc gia Air Vanuatu trong các chuyến bay nội địa.